# Bayfield (miejscowość)
Bayfield – miasto w Stanach Zjednoczonych, w stanie Wisconsin, w hrabstwie Bayfield.